# Mus macedonicus
Mus macedonicus é uma espécie de roedor da família Muridae.
Pode ser encontrada nos seguintes países: Bulgária, Irão, Israel, Jordânia, República da Macedónia, Síria e Turquia.